# 遠藤照明
株式会社遠藤照明（えんどうしょうめい、英: ENDO Lighting Corporation）は、日本の大手照明器具専門メーカー。本社は大阪市中央区。

## 概要
船舶用の照明器具製造から始まり、徐々に規模を拡大し、現在に至る。扱っている商品は大型施設向けの照明設備から家庭用の一般照明器具まで幅広く、またLED照明開発も盛んである。

## 沿革
- 1967年9月 - 遠藤照明器具製作所を創業。
- 1972年8月25日 - 株式会社遠藤照明を設立。当時のマークカラーは赤だが、その後、青に変更。
- 1990年2月28日 - 大阪証券取引所2部特別指定銘柄（新2部）に上場。
- 1996年1月 - 大阪証券取引所2部に指定替え。
- 2012年12月3日 - 大阪証券取引所1部に指定替え。
- 2013年7月16日 - 大阪証券取引所と東京証券取引所との現物株市場統合に伴い、東京証券取引所1部に上場。
- 2023年10月20日 - 東京証券取引所スタンダード市場へ市場変更。